# Огонь вечной славы
Огонь вечной славы — мемориал в центре Грозного, открытие которого состоялось накануне 9 мая 1985 года.

## Описание
Мемориал располагался напротив здания Совета Министров Чечено-Ингушетии. Композиционно представлял собой объёмную пятиконечную звезду, в центре которой горел вечный огонь. Напротив каждого луча звезды располагались цифры от 1941 до 1945. Звезда располагалась на площадке из полированного мрамора, на которой накладными буквами была выложена надпись: «Имя твоё неизвестно, подвиг твой бессмертен». Под плитой располагалась урна с прахом неизвестного солдата. Литьё было выполнено на заводе «Красный молот».

## История
На открытии Огня вечной славы присутствовали ветераны Великой Отечественной войны, партийные и советские руководители города и республики, жители республики. На митинге выступил первый секретарь Грозненского горкома КПСС Н. И. Семёнов. Урну с прахом неизвестного солдата опустил в углубление мемориала Герой Советского Союза Г. С. Болтаев. Зажёг вечный огонь полный кавалер ордена Славы Н. М. Дудин.
Мемориал был разрушен в годы Первой чеченской войны.
Одноимённый мемориал был воссоздан в Грозном в XXI веке, рядом с Домом Правительства (43°19′35″ с. ш. 45°40′44″ в. д.).